# Збаразька міська рада
Зба́разька міська́ ра́да — адміністративно-територіальна одиниця та орган місцевого самоврядування у Збаразькому районі Тернопільської області. Адміністративний центр — місто Збараж.

## Загальні відомості
- Територія ради: 6,94 км²
- Населення ради: 14 004 особи (станом на 1 січня 2013 року)
- Територією ради протікає річка Гнізна.

## Населені пункти
Міській раді підпорядковані населені пункти:
- м. Збараж

## Склад ради
Рада складається з 26 депутатів та голови.
- Голова ради: Полікровський Роман Степанович
- Секретар ради: Напованець Роман Павлович

### Керівний склад попередніх скликань
| Прізвище, ім'я, по батькові    | Основні відомості                                                                   | Дата обрання | Дата звільнення |
| ------------------------------ | ----------------------------------------------------------------------------------- | ------------ | --------------- |
| Бочаров Михайло Григорович     | Міський голова, 1958 року народження, освіта вища, член громадянської партії «Пора» | 26.03.2006   | 31.10.2010      |
| Бочаров Михайло Григорович     | Міський голова, 1958 року народження, освіта вища, безпартійний                     | 31.10.2010   | 05.09.2013      |
| Полікровський Роман Степанович | Міський голова, 1979 року народження, освіта вища, безпартійний                     | 29.07.2014   |                 |

Примітка: таблиця складена за даними сайту Верховної Ради України

### Депутати
За результатами місцевих виборів 2015 року депутатами ради стали:

#### За суб'єктами висування
| Суб'єкт висування                                       | Кількість обраних депутатів | %                 |
| ------------------------------------------------------- | --------------------------- | ----------------- |
| Політична партія Всеукраїнське об'єднання «Батьківщина» | 6                           | 22.4%             |
| Політична партія Всеукраїнське об'єднання «Свобода»     | 4                           | 14.2%             |
| Політична партія Блок Петро Порошенка "Солідарність"    | 8                           | 29.1%             |
| Політична партія "Добрий самарянин"                     | 3                           | 12.3%             |
| Політична партія Радикальна партія О.Ляшка              | 2                           | 9.5%              |
| Політична партія Народний Рух України                   | 1                           | 5.9%              |
| Політична партія Громадянська позиція                   | 2                           | 6.5%              |
|                                                         | align="center"              | align="center" \| |
|                                                         | align="center"              | align="center" \| |
|                                                         | align="center"              | align="center" \| |

#### За округами
| № округу                                                | Прізвище, ім'я, по батькові          | Дата визнання обраним | Освіта             | Партійна приналежність                         | Відомості про обраного депутата                                                                                         |
| ------------------------------------------------------- | ------------------------------------ | --------------------- | ------------------ | ---------------------------------------------- | --- |
| Партія промисловців і підприємців України               |                                      |                       |                    |                                                | |
| 9                                                       | Ломага Ігор Мар'янович               | 03.11.2010            | вища               | член Партії промисловців і підприємців України | Торговий дім «1000 дрібниць», підприємець                                                                               |
| Партія регіонів                                         |                                      |                       |                    |                                                | |
| б/м                                                     | Голяс Ігор Миколайович               | 03.11.2010            | вища               | позапартійний                                  | Збаразька ДПІ, начальник                                                                                                |
| б/м                                                     | Бучинська Ірина Василівна            | 03.11.2010            | середня            | член Партії регіонів                           | тимчасово не працює |
| б/м                                                     | Когуц Дарія Федорівна                | 03.11.2010            | вища               | позапартійна                                   | Збаразька міська рада, секретар                                                                                         |
| 17                                                      | Данилюк Ольга Василівна              | 03.11.2010            | вища               | позапартійна                                   | ДНЗ № 5 «Пролісок», завідувачка                                                                                         |
| Політична партія Всеукраїнське об'єднання «Батьківщина» |                                      |                       |                    |                                                | |
| б/м                                                     | Домбик Валерій Станіславович         | 03.11.2010            | вища               | член Всеукраїнського об'єднання «Батьківщина»  | Збаразька РЦКЛ, завідувач відділу переливання крові                                                                     |
| б/м                                                     | Пелех Оксана Зіновіївна              | 03.11.2010            | вища               | член Всеукраїнського об'єднання «Батьківщина»  | приватний підприємець                                                                                                   |
| б/м                                                     | Обушко Андрій Володимирович          | 03.11.2010            | вища               | член Всеукраїнського об'єднання «Батьківщина»  | приватний підприємець                                                                                                   |
| б/м                                                     | Гарматюк В'ячеслав Володимирович     | 03.11.2010            | середня            | член Всеукраїнського об'єднання «Батьківщина»  | приватний підприємець                                                                                                   |
| 1                                                       | Яремко Зіновій Зіновійович           | 03.11.2010            | вища               | член Всеукраїнського об'єднання «Батьківщина»  | Збаразька РЦКЛ, програміст                                                                                              |
| 6                                                       | Кравчук Володимир Ярославович        | 03.11.2010            | вища               | позапартійний                                  | Літературно-мистецька студія, керівник                                                                                  |
| 7                                                       | Марцинишин Ніна Григорівна           | 03.11.2010            | вища               | позапартійна                                   | Збаразька загальноосвітня школа № 2, вчитель                                                                            |
| 12                                                      | Багрій Петро Федорович               | 03.11.2010            | вища               | позапартійний                                  | Збаразьке ПТУ № 25, викладач фізичної культури                                                                          |
| Політична партія Всеукраїнське об'єднання «Свобода»     |                                      |                       |                    |                                                | |
| б/м                                                     | Волуйко Андрій Володимирович         | 03.11.2010            | вища               | член Всеукраїнського об'єднання «Свобода»      | приватне підприємство, директор                                                                                         |
| б/м                                                     | Смакула Марія Іванівна               | 03.11.2010            | вища               | член Всеукраїнського об'єднання «Свобода»      | ТНПУ, асистент |
| б/м                                                     | Наумович Юрій Ярославович            | 03.11.2010            | середня            | член Всеукраїнського об'єднання «Свобода»      | приватне підприємство, директор                                                                                         |
| б/м                                                     | Дохтор Анатолій Миколайович          | 03.11.2010            | вища               | член Всеукраїнського об'єднання «Свобода»      | приватне підприємство, директор                                                                                         |
| б/м                                                     | Мандзюк Ігор Володимирович           | 03.11.2010            | середня            | член Всеукраїнського об'єднання «Свобода»      | ДНЗ"Дзвіночок", опалювач                                                                                                |
| б/м                                                     | Буць Павло Миколайович               | 03.11.2010            | вища               | член Всеукраїнського об'єднання «Свобода»      | інженер, тернопільводгосп                                                                                               |
| 3                                                       | Напованець Роман Павлович            | 03.11.2010            | незакінчена вища   | член Всеукраїнського об'єднання «Свобода»      | ТНТУ, студент |
| 8                                                       | Русин Андрій Степанович              | 03.11.2010            | вища               | член Всеукраїнського об'єднання «Свобода»      | тимчасово не працює |
| Політична партія Конгрес Українських Націоналістів      |                                      |                       |                    |                                                | |
| 4                                                       | Напованець Петро Михайлович          | 03.11.2010            | вища               | позапартійний                                  | Станція юних техніків, директор                                                                                         |
| Політична партія «Сила і Честь»                         |                                      |                       |                    |                                                | |
| 5                                                       | Мокра Ольга Василівна                | 03.11.2010            | вища               | позапартійна                                   | загальноосвітня школа № 2, вчитель                                                                                      |
| 11                                                      | Кухарська Ірина Романівна            | 03.11.2010            | вища               | позапартійна                                   | Фонд соціального страхування від нещ-их випадків на вир-ві та проф. захворювань в Збаразькому р-ні, головний спеціаліст |
| 13                                                      | Пилипчук Любомир Іванович            | 03.11.2010            | середня спеціальна | член Політичної партії «Сила і Честь»          | тимчасово не працює |
| 16                                                      | Антоляк Роман Семенович              | 03.11.2010            | вища               | позапартійний                                  | підприємець |
| 18                                                      | Станіш Володимир Олегович            | 03.11.2010            | середня спеціальна | позапартійний                                  | Збаразький цукровий завод, водій                                                                                        |
| Політична партія «Сильна Україна»                       |                                      |                       |                    |                                                | |
| б/м                                                     | Радібова Інна Олексіївна             | 03.11.2010            | вища               | член Політичної партії «Сильна Україна»        | викладач, тНЕ У |
| 2                                                       | Шаль Андрій Тадейович                | 03.11.2010            | вища               | позапартійний                                  | Нотаріальна контора, юрист-консультант                                                                                  |
| 14                                                      | Рудан Андрій Миколайович             | 03.11.2010            | вища               | член Політичної партії «Сильна Україна»        | приватний підприємець                                                                                                   |
| Політична партія «Фронт Змін»                           |                                      |                       |                    |                                                | |
| б/м                                                     | Грабовський Віктор Васильович        | 03.11.2010            | вища               | член Політичної партії «Фронт Змін»            | приватний підприємець                                                                                                   |
| б/м                                                     | Говіловський Володимир Ярославович   | 03.11.2010            | середня            | член Політичної партії «Фронт Змін»            | приватний підприємець                                                                                                   |
| б/м                                                     | Богайчук Лілія Ярославівна           | 03.11.2010            | вища               | член Політичної партії «Фронт Змін»            | Збаразька ЦРКЛ, районний офтальмолог                                                                                    |
| Українська Народна Партія                               |                                      |                       |                    |                                                | |
| б/м                                                     | Добровольський Віталій Станіславович | 03.11.2010            | вища               | позапартійний                                  | Збаразька районна комунальна музична школа, директор                                                                    |
| 10                                                      | Козловський Ігор Орестович           | 03.11.2010            | вища               | член Української Народної Партії               | Національний заповідник «Замки Тернопілля», заступник генерального директора                                            |
| Українська соціал-демократична партія                   |                                      |                       |                    |                                                | |
| 15                                                      | Муравка Олег Григорович              | 03.11.2010            | середня спеціальна | позапартійний                                  | МКП «Оболоня», директор                                                                                                 |